# Chlaenius
Chlaenius là một chi bọ chân chạy lớn và đa dạng. Loài bọ này có nguồn gốc từ vùng Cổ Bắc cực (bao gồm châu Âu, Cận Đông và Bắc Phi), vùng Nhiệt đới châu Phi và vùng Cận Bắc cực. Hiện có khoảng 1.000 loài thuộc chi này được công nhận trên toàn thế giới, với phần lớn các loài được biết đến có ở các vùng Orient và châu Phi nhiệt đới. Chi này được chia thành nhiều phân chi.

## Ký sinh trùng

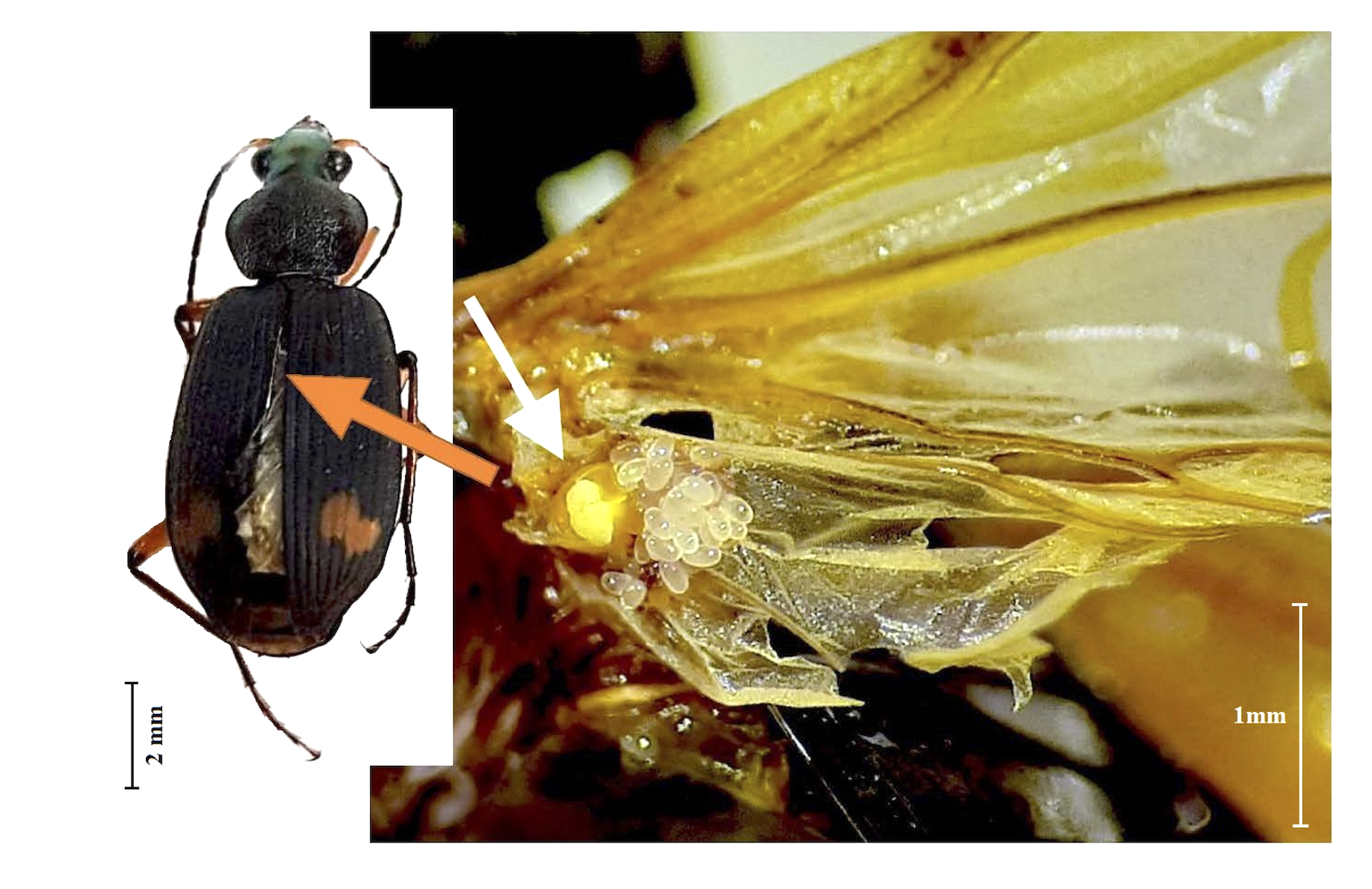
Ve Eutarsopolipus paryavae (Acari) dưới cánh cứng của vật chủ là bọ Chlaenius flaviguttatus

Ở Úc, loài bọ Chlaenius flaviguttatus bị ký sinh bởi loài ve Eutarsopolipus chlaenii sống dưới lớp cánh cứng.

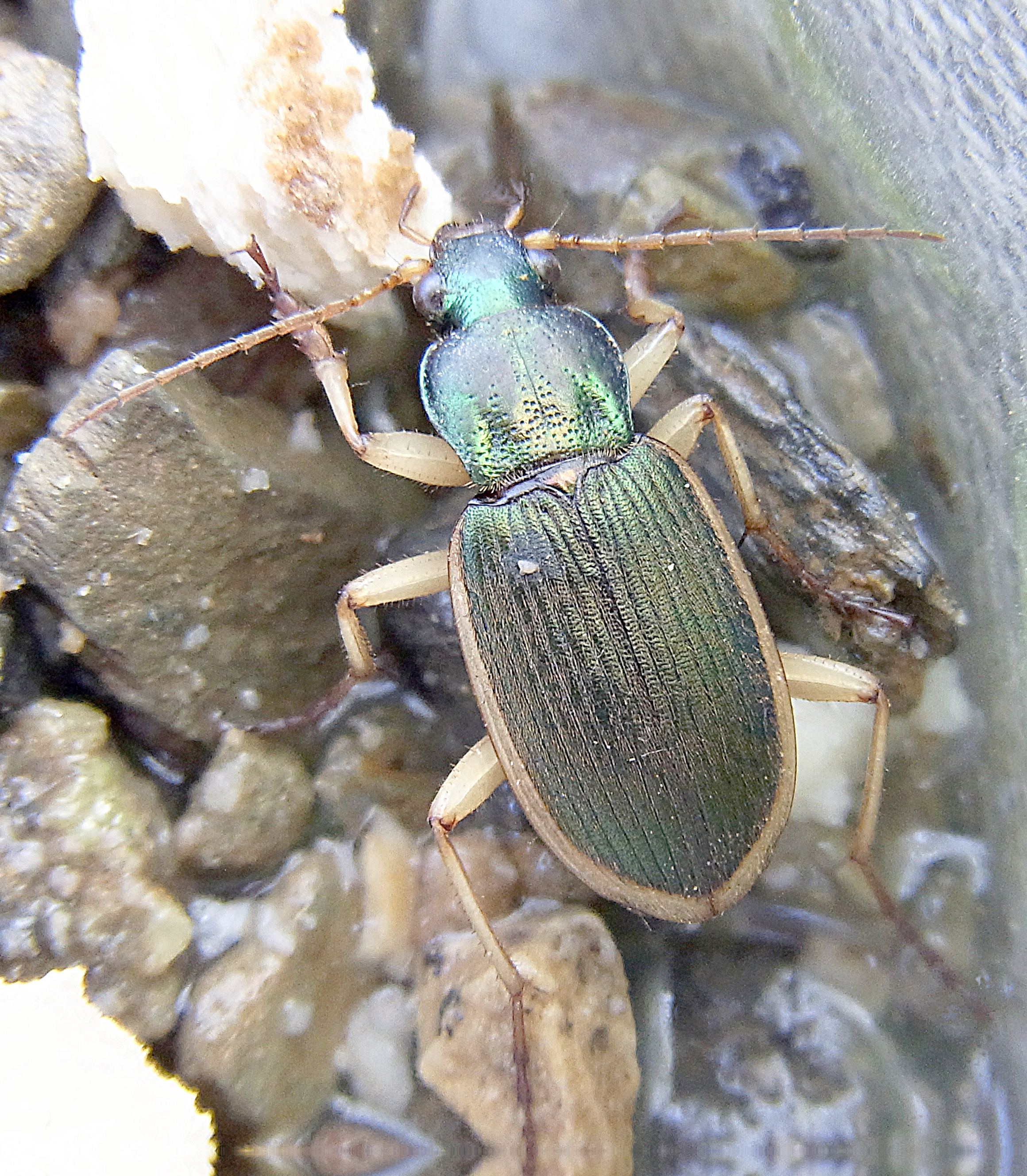
Chlaenius velutinus

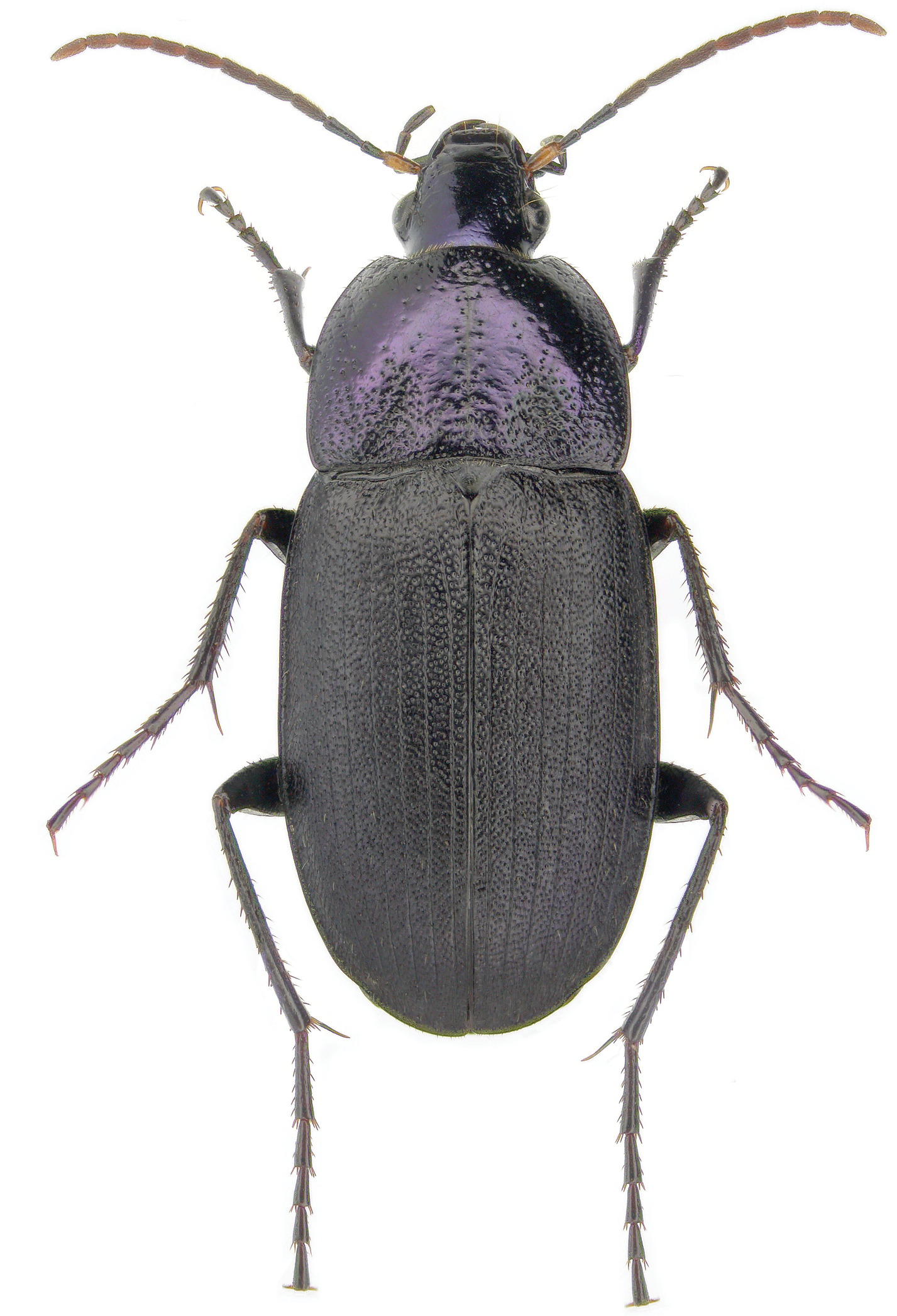
Chlaenius purpuricollis

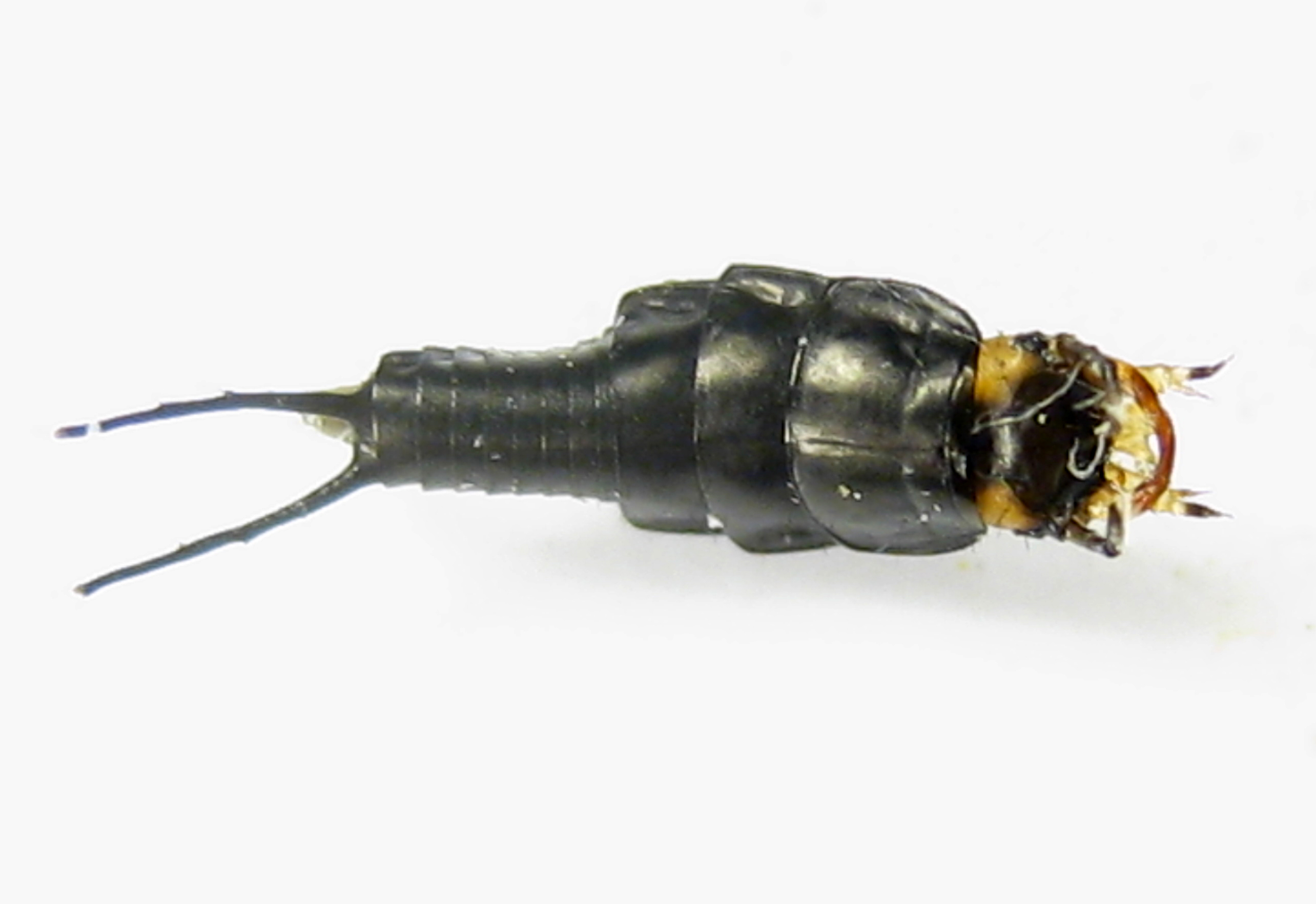
Loài Chlaenius, ấu trùng